# Fiolfikus
Fiolfikus (Ficus lyrata) är en art inom familjen mullbärsväxter och i fikonsläktet. Fiolfikusen är ett 10-12 meter högt träd i sin naturliga miljö med fiolformade 30-40 cm långa blad med lätt vågiga kanter. Fiolfikusen kommer ursprungligen från södra Kina. Växten odlas ofta som prydnadsväxt inomhus. Växten kräver mycket ljus.

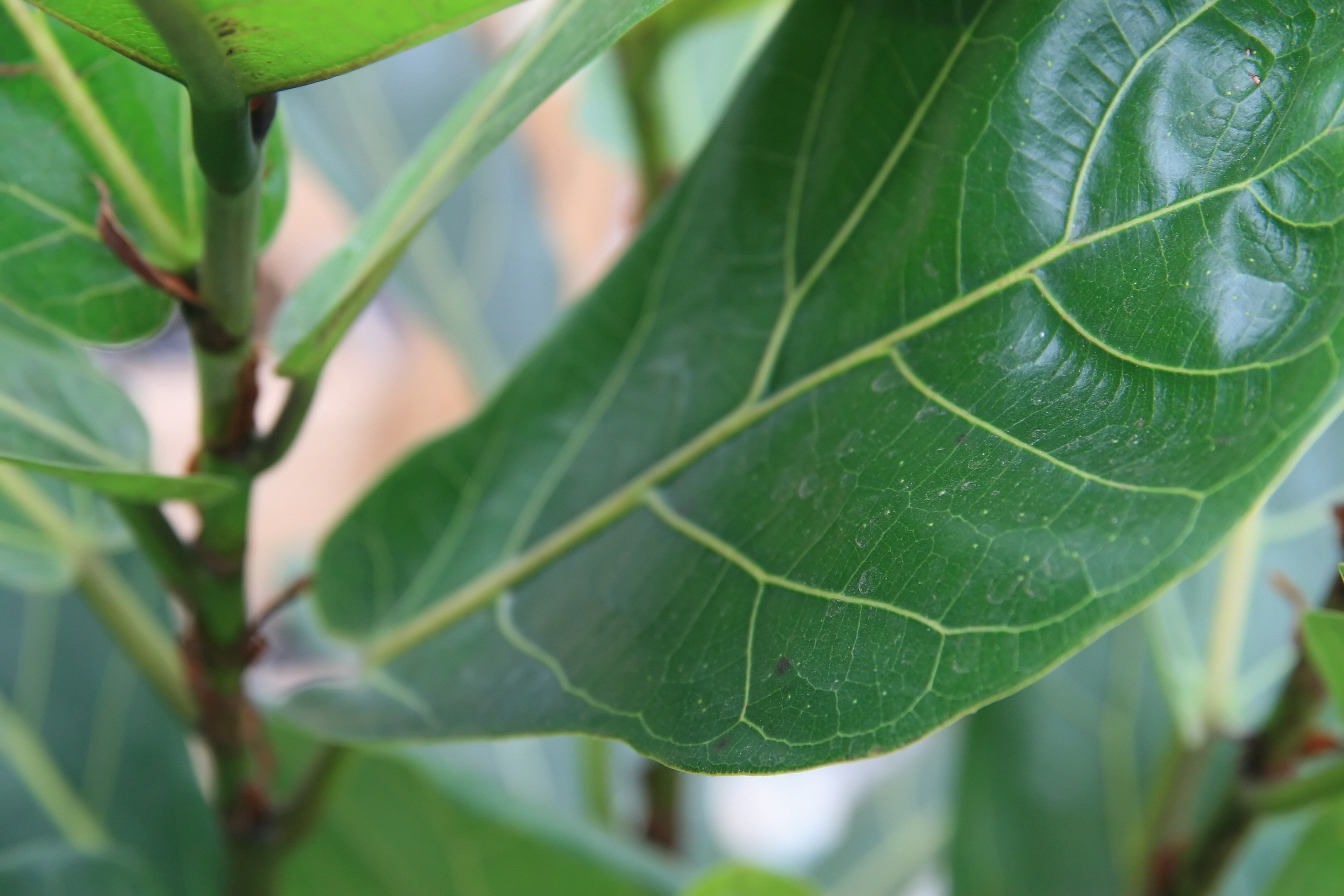
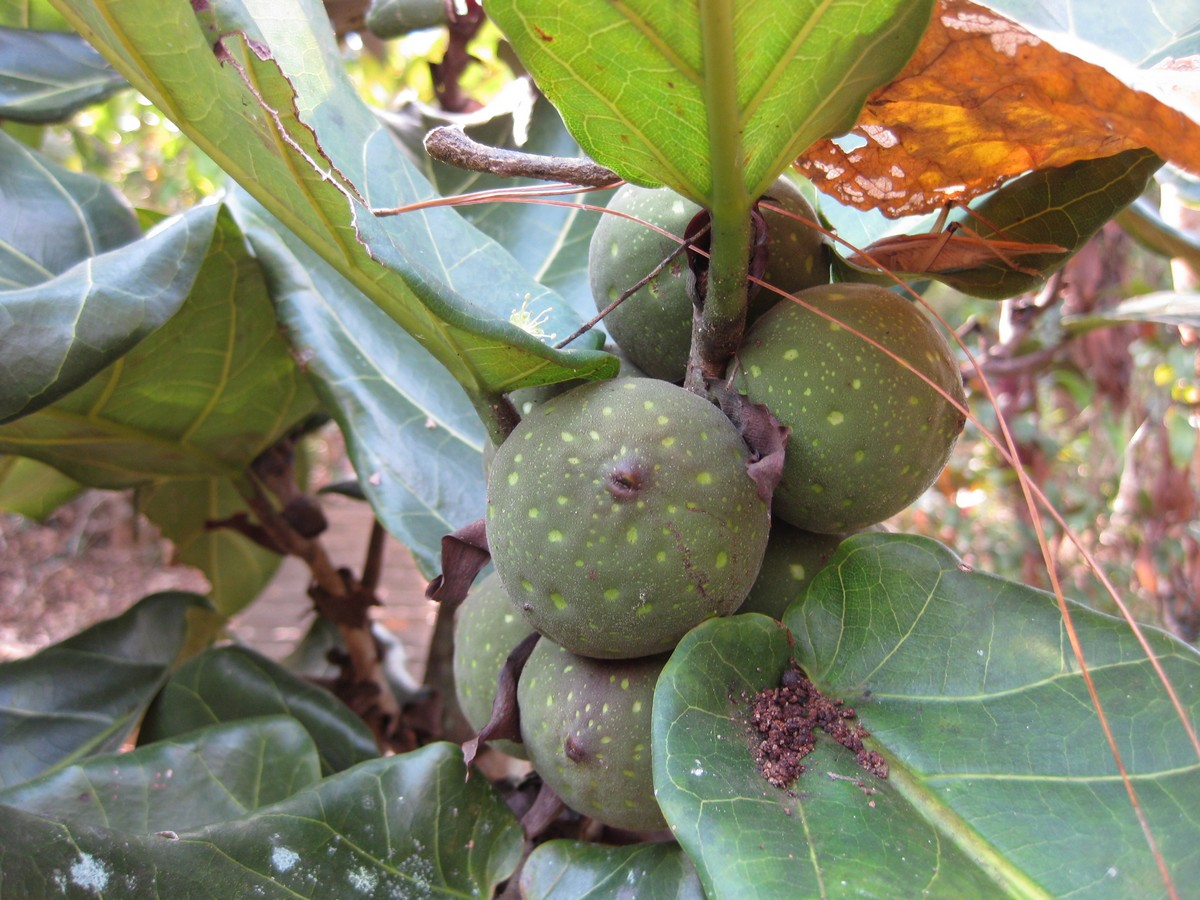